# Cafrerie britannique

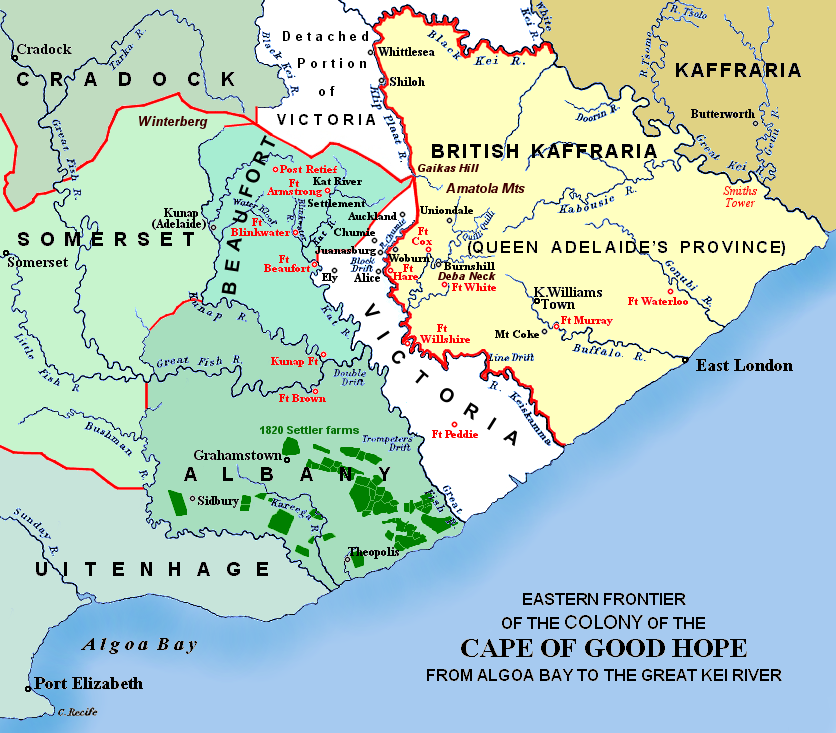
Frontière-est de la colonie du Cap avec la cafrerie britannique en 1835

La Cafrerie britannique (en anglais : British Kaffraria, 1835-1866) était une possession de la Couronne britannique en Afrique du Sud. Connue d'abord en 1835 sous le nom de province de la Reine Adélaïde, ce territoire xhosa fut annexé à la colonie du Cap en 1866 pour former les districts de King William's Town et de East London. Une partie de l'ancien bantoustan du Ciskei fut constitué à partir de son territoire.
Le terme « Cafre » est d'origine arabe, repris en swahili et qui signifie « non-croyant » ou « infidèle ». Dans le sens sud-africain, il fut utilisé pour désigner tous les peuples bantous d'Afrique du Sud et a pris un sens péjoratif.

## Histoire
En 1834, sur la frontière orientale de la colonie du Cap, les escarmouches entre colons, boers et Xhosas redoublaient de violences. Le 11 décembre 1834, un chef de haut rang xhosa était tué lors d'un raid des commandos boers. Une armée de 10 000 guerriers, franchit alors la frontière orientale de la colonie du Cap, procéda à un pillage systématique des fermes et abattit toux ceux qui résistaient. Non seulement les fermiers blancs furent visés mais aussi les fermiers Khoikhoi établis près de la rivière Kat. Le gouverneur du cap, Sir Benjamin d'Urban, réagit rapidement et envoya dans la région un contingent militaire sous le commandement du Colonel Harry Smith. Celui-ci atteignit Grahamstown le 6 janvier 1835. Pendant neuf mois, de sévères combats opposèrent troupes britanniques et les guerriers xhosas avant que ne suivent plusieurs séries d'escarmouches.
Le 10 mai 1835, la région située entre le fleuve Keiskamma (en) et la fleuve Grand Kei est annexée à la colonie du Cap sous le nom de « province de la Reine-Adélaide », en hommage à l'épouse du Roi Guillaume IV, puis tout simplement dénommée district de la Reine-Adélaide le 10 décembre 1835. Cependant, le secrétaire d'État aux colonies, Lord Glenelg, demanda que la région soit restituée aux indigènes. En 1836, Sir Durban retire alors ses troupes de la zone tampon et les installe près de la frontière, marquée par le fleuve Keiskamma.
En mars 1846, l'attaque meurtrière par les Xhosas d'une escorte militaire Khoikhoi débouche sur une nouvelle guerre cafre et la défaite des guerriers xhosas par le général Somerset le 7 juin 1846 à Gwangu. La guerre dure encore quelque temps jusqu'à la reddition de Sandili, le chef xhosa de la tribu des Ngqika. 

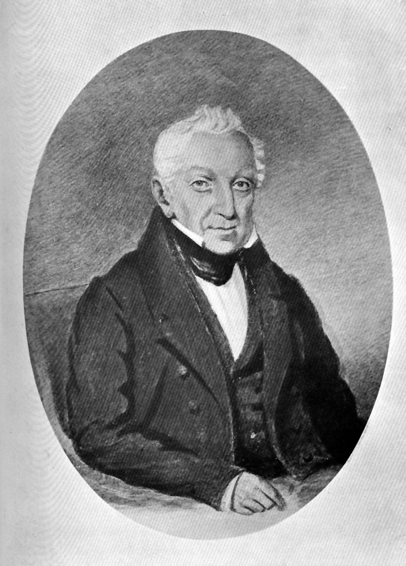
Sir Harry Smith.

Le 17 décembre 1847, le chef-lieu du district de la Reine-Adélaide est déplacé à King William's Town. Le district est annexé et prend alors le nom de Cafrerie britannique. Harry Smith, nouvellement nommé gouverneur, annonce qu'elle sera administrée séparément de la colonie du Cap en tant que possession de la Couronne britannique.
En 1850, les Xhosas se soulèvent de nouveau après que Smith ait fait destituer le récalcitrant Sandili de sa fonction de chef de la tribu Ngqika pour le remplacer temporairement par un magistrat britannique. Le 24 décembre, l'escorte du Colonel George Mackinnon est attaqué par les Xhosas alors que les colons établis dans les villages frontaliers sont attaqués par surprise. La plupart sont tués et leurs fermes incendiées alors que la majorité des membres de la police de la Caffrerie britannique désertait leurs postes. Le gouverneur Harry Smith, présent dans la région, est lui-même encerclé avec son escorte à Fort Cox. Il parvient à s'échapper avec 150 cavaliers de régiments commandés par le Colonel Mackinnon pour se réfugier à King William’s Town, à 19 km de distance, sous le feu des guerriers xhosas, armés des carabines emportés par les troupes auxiliaires désertrices. Dans le même temps, plus de 900 Khoikhois, jusque-là d'anciens soldats loyaux envers les Britanniques, rejoignent les guerriers xhosas. Ils en veulent aux Britanniques pour l'inégalité de traitement avec leurs homologues blancs qu'ils avaient subis lors de leur passage dans l'armée coloniale. Leur but est d'établir une république Khoikhoi.
La guerre dura quelques années avec les montagnes d'Amathole pour principal champ de bataille. Entre-temps, en 1852, Sir Harry Smith avait été rappelé en Grande-Bretagne. Le Lieutenant-Général Cathcart lui succéda. Les Xhosas furent finalement expulsés des montagnes d'Amathole et en mars 1853, la frontière solidifiée. Les chefs xhosas sont alors placés sous la tutelle des conseillers britanniques.
En 1856, une jeune fille xhosa nommée Nongqawuse annonça avoir eu la vision que la puissance des Xhosas serait restaurée, le bétail renouvelé et les Blancs chassés. Il fallait pour cela mettre un terme à la méchanceté des Xhosas, les malheurs antérieurs étant attribué à celle-ci .
À la date attendue du 16 août 1856, la prédiction ne se réalisa pas. Au lieu de vendre le bétail, on se décida à l'abattre , en accord avec les prévisions de Nongqawuse, pour qui tout le bétail devait désormais être abattu, les récoltes brulées et les réserves alimentaires détruites. Membre d'une famille xhosa importante, elle fut entendue et les chefs xhosas ordonnèrent de procéder à la destruction du bétail et des récoltes. La mort du lieutenant-général Cathcart en Crimée fut interprétée comme un signe annonciateur
La faute en fut imputée aux récalcitrants et de violentes querelles achevèrent de plonger la région dans la misère et la famine. Pour survivre, plusieurs milliers de Xhosas n'eurent d'autres choix que de recourir au cannibalisme alors que d'autres fuyaient vers la colonie du Cap pour implorer des secours. En fin de compte, cette famine meurtrière tua plus de quarante mille Xhosas, ce qui signa la fin des guerres cafres sur la frontière orientale de la colonie. La population de la Caffrerie passa en deux ans de 105 000 à moins de 27 000 individus.
Cet événement millénariste a été attribué par l'anthropologue Françoise Héritier à la rencontre des croyances chrétiennes (notamment l'idée de Résurrection) et traditionnelles, conjuguées à la pression coloniale qui avait conduit à un rétrécissement du territoire xhosa, et, par conséquent, et l'impossibilité de respecter les coutumes permettant la séparation des morts et des vivants, et enfin à plusieurs tragédies antérieures, dont des épidémies végétales, animales et humaines et deux années de sécheresse.
Les terres dépeuplées sont alors attribuées à plus de six mille immigrants européens d'origine allemandes, dont un certain nombre étaient d'anciens membres de la légion germanique qui avait combattu au côté des britanniques lors de la guerre de Crimée.
Le 7 mars 1860, elle devient une colonie de la Couronne.
Le 17 avril 1866, tout le territoire de la cafrerie britannique est incorporée à la colonie du Cap pour former les districts de King William's Town et de East London.

## Administrateurs coloniaux
Administrateur
- 10 mai 1835 - 5 décembre 1835 : Harry Smith

Lieutenant-gouverneurs
- 10 décembre 1835 - 8 septembre 1836 : Harry Smith
- 13 septembre 1836 - 9 août 1838 : Sir Andries Stockenstroom
- 9 août 1838 - septembre 1846 : John Hare
- septembre 1846 - 9 avril 1847 : contrôle direct du Cap
- 9 avril 1847 - 4 novembre 1847 : Sir Henry Young

Commissaires
- 23 décembre 1847 - octobre 1852 : George Henry Mackinnon
- octobre  1852 - 7 mars 1860 : John Mclean

Lieutenant-gouverneurs
- 7 mars 1860 - 24 décembre 1864 : Jonn Mclean

Vice-gouverneur
- 24 décembre 1864  - 17 avril 1866 : Robert Graham